# Alex MacDowall
Alex MacDowall (Carlisle, 22 gennaio 1991) è un pilota automobilistico britannico.
Attualmente corre nel World Touring Car Championship per la bamboo-engineering.

## Carriera

### Gli inizi
MacDowall iniziò la sua carriera nelle T Cars nel 2005 e rimase lì nel 2006. Nel 2007 salì nella Renault Clio Cup con la Total Control Racing, concludendo 32º assoluto. Poi finì 3º alla fine della serie Invernale. Nel 2008 migliorò nella main series, arrivando 7º in assoluto e chiudendo nuovamente 3º nella serie Invernale. Nel 2009 ottenne quattro vittorie e concluse 2º dietro a Phil Glew.

### British Touring Car Championship (BTCC)

#### Silverline Chevrolet (2010-2011)
Le performance di MacDowall nella Clio Cup del 2009 impressionarono i top team del British Touring Car Championship (BTCC), il campionato Turismo inglese, l'RML e il West Surrey Racing, che gli offrirono dei test nell'inverno 2010, prima dell'inizio della stagione. In marzo dello stesso anno fu annunciato che MacDowall avrebbe corso con una Chevrolet Cruze per RML, supportato dal team ufficiale Chevrolet, come compagno di Jason Plato. In una sessione di qualifica bagnata a Snetterton diventò il più giovane pilota della storia a segnare una pole position nel campionato, ma in gara-1 la leva del cambio si ruppe al via, rimanendo bloccata in seconda marcia. Non riuscì a entrare in zona punti in nessuna delle due gare. Il suo anno del debutto fu un successo, con due podi, due pole position e un giro veloce, concludendo 11º assoluto in campionato. MacDowall continuò con Chevrolet nel BTCC nel 2011, chiudendo la stagione al 9º posto in classifica con 100 punti e tre arrivi a podio.

### World Touring Car Championship (WTCC)

#### Bamboo-engineering (2012–)
Nel febbraio 2012 venne annunciato che MacDowall avrebbe corso per bamboo-engineering nel WTCC per il 2012, dove il suo compagno sarebbe stato Pasquale Di Sabatino. Arrivò a punti subito in entrambe le gare in Gara di WTCC d'Italia 2012, comandando anche nel Trofeo Yokohama insieme ad altri due piloti. Vinse la sua prima gara come Indipendente in Austria. Di Sabatino fu sostituito da Michel Nykjær in Brasile e MacDowall non riuscì a vincere tra gli Indipendenti in gara-1, vittoria ottenuta dal compagno di squadra. Il suo risultato in gara-1, combinato con i due non arrivi a punti del rivale per il Trofeo Yokohama, Franz Engstler, lo fecero salire al 4º posto, 12 punti dietro Stefano D'Aste. Vinse per la seconda volta tra gli Indipendenti in questa stagione in Giappone. Arrivò all'ultimo weekend di gara a Macao con una piccola possibilità di vincere il Trofeo Yokohama. Nelle qualifiche si assicurò la pole position per la griglia invertita in gara-2; alla partenza, perse la prima posizione in favore di Norbert Michelisz, ma lo ripassò e tornò in testa. Entrambi i piloti furono poi sorpassati da Alain Menu e MacDowall scese al 4º posto, quando venne tamponato da Yvan Muller, che fece finire il britannico contro le barriere all'uscita della velocissima curva Mandarin. Muller poi si scusò per l'incidente, ma non ci furono sanzioni per nessuno dei due piloti. MacDowall scese al 5º posto nel Trofeo Yokohama e arrivò 11º nel campionato piloti assoluto, a pari punti con Mehdi Bennani ma dietro di lui a causa del podio del marocchino in Ungheria.
MacDowall rimase alla bamboo-engineering per il 2013, accanto al nuovo compagno James Nash. Concluse sul podio assoluto per la prima volta in WTCC, al 3º posto, in gara-1 a Monza, ottenendo anche la vittoria tra gli Indipendenti.

## Risultati

### Risultati nella Renault Clio Cup britannica
(legenda) (Le gare in grassetto indicano la pole position) (Gare in corsivo indicano Gpv - 2 punti addizionali)
| Anno | Team                 | Vettura              | 1        | 2       | 3        | 4        | 5        | 6        | 7        | 8       | 9        | 10       | 11        | 12       | 13        | 14      | 15        | 16        | 17      | 18       | 19      | 20      | Pen. | Pos. | Punti |
| ---- | -------------------- | -------------------- | -------- | ------- | -------- | -------- | -------- | -------- | -------- | ------- | -------- | -------- | --------- | -------- | --------- | ------- | --------- | --------- | ------- | -------- | ------- | ------- | ---- | ---- | ----- |
| 2007 | Total Control Racing | Renault Clio Cup 197 | BRH 18   | ROC Rit | THR Rit  | CRO 24   | OUL SQ   | DON 17   | SNE 1 10 | SNE 2 9 | BRH 13   | DON 22   | THR 1 Rit | THR 2 22 |           |         |           |           |         |          |         |         | −6   | 13º  | 98    |
| 2008 | Total Control Racing | Renault Clio Cup 197 | BRH 1 15 | BRH 2 6 | ROC 1 19 | ROC 2 22 | DON 1 18 | DON 2 10 | THR 1 3  | THR 2 4 | CRO 1 15 | CRO 2 11 | SIL 1 5   | SIL 2 4  | SNE 1 Rit | SNE 2 5 | OUL 1 Rit | OUL 2 Rit | SIL 1 5 | SIL 2 16 | BRH 1 8 | BRH 2 5 | −2   | 7º   | 228   |
| 2009 | Total Control Racing | Renault Clio Cup 197 | BRH 1 2  | BRH 2 3 | THR 1 2  | THR 2 9  | DON 1 4  | DON 2    | OUL 1    | OUL 2   | CRO 1    | CRO 2    | SIL 1 Rit | SIL 2 18 | SNE 1     | SNE 2 4 | SIL 1 3   | SIL 2 Rit | ROC 1 5 | ROC 2 8  | BRH 1   | BRH 2   |      | 2º   | 445   |

### Risultati nel campionato SEAT Cupra
(legenda) (Le gare in grassetto indicano la pole position) (Gare in corsivo indicano Gpv)
| Anno | Team                 | Vettura         | Categoria | 1     | 2     | 3     | 4     | 5     | 6     | 7     | 8     | 9     | 10    | 11    | 12    | 13    | 14    | 15    | 16    | 17       | 18       | 19    | 20    | Pos. | Punti |
| ---- | -------------------- | --------------- | --------- | ----- | ----- | ----- | ----- | ----- | ----- | ----- | ----- | ----- | ----- | ----- | ----- | ----- | ----- | ----- | ----- | -------- | -------- | ----- | ----- | ---- | ----- |
| 2007 | Total Control Racing | SEAT León Cupra | Cupra R   | BRH 1 | BRH 2 | ROC 1 | ROC 2 | THR 1 | THR 2 | CRO 1 | CRO 2 | OUL 1 | OUL 2 | DON 1 | DON 2 | SNE 1 | SNE 2 | BRH 1 | BRH 2 | KNO 1 15 | KNO 2 17 | THR 1 | THR 2 | NC†  | 0†    |

† Pilota ospite

### Risultati in BTCC
(legenda) (Le gare in grassetto indicano la pole position) (Gare in corsivo indicano Gpv - 1 punto addizionale)
| Anno | Team                 | Vettura            | 1       | 2        | 3        | 4        | 5        | 6         | 7        | 8       | 9         | 10      | 11      | 12         | 13       | 14        | 15       | 16       | 17        | 18       | 19       | 20        | 21       | 22       | 23       | 24       | 25      | 26        | 27        | 28      | 29        | 30       | Pos. | Punti |
| ---- | -------------------- | ------------------ | ------- | -------- | -------- | -------- | -------- | --------- | -------- | ------- | --------- | ------- | ------- | ---------- | -------- | --------- | -------- | -------- | --------- | -------- | -------- | --------- | -------- | -------- | -------- | -------- | ------- | --------- | --------- | ------- | --------- | -------- | ---- | ----- |
| 2010 | Silverline Chevrolet | Chevrolet Cruze    | THR 1 7 | THR 2 6  | THR 3 9  | ROC 1 12 | ROC 2 12 | ROC 3 Rit | BRH 1 7  | BRH 2 3 | BRH 3 Rit | OUL 1 7 | OUL 2 9 | OUL 3 Rit* | CRO 1 13 | CRO 2 9   | CRO 3 10 | SNE 1 NC | SNE 2 Rit | SNE 3 13 | SIL 1 4  | SIL 2 9   | SIL 3 10 | KNO 1 2  | KNO 2 9  | KNO 3 7  | DON 1 4 | DON 2 11  | DON 3 Rit | BRH 1 4 | BRH 2 Rit | BRH 3 11 | 11º  | 83    |
| 2011 | Silverline Chevrolet | Chevrolet Cruze LT | BRH 1 5 | BRH 2 13 | BRH 3 16 | DON 1 9  | DON 2 9  | DON 3 4*  | THR 1 10 | THR 2 7 | THR 3 8   | OUL 1 3 | OUL 2 5 | OUL 3 18   | CRO 1 14 | CRO 2 Rit | CRO 3 8  | SNE 1 2  | SNE 2 4   | SNE 3 5  | KNO 1 12 | KNO 2 Rit | KNO 3 10 | ROC 1 12 | ROC 2 15 | ROC 3 11 | BRH 1 3 | BRH 2 Rit | BRH 3 Rit | SIL 1 5 | SIL 2 9   | SIL 3 4  | 9º   | 100   |

### Risultati in WTCC
(legenda) (Le gare in grassetto indicano la pole position) (Gare in corsivo indicano Gpv)
| Anno | Team               | Vettura              | 1       | 2         | 3        | 4         | 5        | 6         | 7        | 8         | 9       | 10       | 11       | 12        | 13       | 14       | 15       | 16       | 17      | 18       | 19      | 20       | 21       | 22       | 23      | 24        | Pos. | Punti |
| ---- | ------------------ | -------------------- | ------- | --------- | -------- | --------- | -------- | --------- | -------- | --------- | ------- | -------- | -------- | --------- | -------- | -------- | -------- | -------- | ------- | -------- | ------- | -------- | -------- | -------- | ------- | --------- | ---- | ----- |
| 2012 | bamboo-engineering | Chevrolet Cruze 1.6T | ITA 1 8 | ITA 2 7   | SPA 1 15 | SPA 2 14  | MAR 1 12 | MAR 2 Rit | SLO 1 12 | SLO 2 Rit | UNG 1 9 | UNG 2 11 | AUS 1 6  | AUS 2 Rit | POR 1 10 | POR 2 7  | BRA 1 6  | BRA 2 11 | USA 1 5 | USA 2 7  | GIA 1 5 | GIA 2 9  | CIN 1 NC | CIN 2 17 | MAC 1 9 | MAC 2 Rit | 11º  | 68    |
| 2013 | bamboo-engineering | Chevrolet Cruze 1.6T | ITA 1 3 | ITA 2 20† | MAR 1 6  | MAR 2 Rit | SLO 1 8  | SLO 2 8   | UNG 1 8  | UNG 2 3   | AUS 1 5 | AUS 2 6  | RUS 1 13 | RUS 2 11  | POR 1 13 | POR 2 17 | ARG 1 11 | ARG 2 11 | USA 1 4 | USA 2 13 | GIA 1 2 | GIA 2 12 | CIN 1    | CIN 2    | MAC 1   | MAC 2     | 11º* | 108*  |

† — Non ha concluso la gara, ma è stato classificato per aver coperto almeno il 90% della distanza.
* Stagione in corso.

### Risultati in Ginetta G50 Cup/GT Supercup
(legenda) (Le gare in grassetto indicano la pole position - 1 punto addizionale) (Gare in corsivo indicano Gpv - 1 punto addizionale)
| Anno | Team | Vettura     | Categoria | 1     | 2     | 3     | 4     | 5     | 6     | 7     | 8     | 9     | 10    | 11    | 12    | 13    | 14    | 15    | 16    | 17    | 18    | 19    | 20    | 21    | 22    | 23      | 24      | 25    | 26    | 27    | Pen. | Pos. | Punti |
| ---- | ---- | ----------- | --------- | ----- | ----- | ----- | ----- | ----- | ----- | ----- | ----- | ----- | ----- | ----- | ----- | ----- | ----- | ----- | ----- | ----- | ----- | ----- | ----- | ----- | ----- | ------- | ------- | ----- | ----- | ----- | ---- | ---- | ----- |
| 2013 | TCR  | Ginetta G55 | G55       | BRH 1 | BRH 2 | BRH 3 | DON 1 | DON 2 | DON 3 | THR 1 | THR 2 | THR 3 | OUL 1 | OUL 2 | CRO 1 | CRO 2 | CRO 3 | SNE 1 | SNE 2 | SNE 3 | KNO 1 | KNO 2 | KNO 3 | ROC 1 | ROC 2 | SIL 1 9 | SIL 2 8 | BRH 1 | BRH 2 | BRH 3 |      | 22º* | 19*   |